# Horváth György (labdarúgó)
Horváth György (Szombathely, 1929. március 7. – 2010. december 27.) válogatott labdarúgó, kapus.

## Pályafutása

### Klubcsapatban
A Szombathelyi Lokomotív csapatában kezdte a labdarúgást. 1957 és 1962 között volt a Ferencváros játékosa, ahol egy bajnoki címet és kupa győzelmet szerzett a csapattal. A Fradiban 113 mérkőzésen szerepelt (66 bajnoki, 44 nemzetközi, 3 hazai díjmérkőzés).

### A válogatottban
1952-ben egy alkalommal szerepelt a válogatottban.

### Edzőként
1976-ban a Kinizsi Húsos edzője lett.

## Sikerei, díjai
- Magyar bajnokság
  - bajnok: 1962–63
  - 2.: 1959–60
  - 3.: 1957–58, 1961–62
- Magyar kupa (MNK)
  - győztes: 1958
- Vásárvárosok kupája (VVK)
  - elődöntős: 1962–63

## Statisztika

### Mérkőzése a válogatottban
| Magyarország | Magyarország      | Magyarország                  | Magyarország | Magyarország | Magyarország  | Magyarország | Magyarország | Magyarország |
| #            | Dátum             | Helyszín                      | Hazai        | Eredmény     | Vendég        | Kiírás       | Gólok        | Esemény      |
| ------------ | ----------------- | ----------------------------- | ------------ | ------------ | ------------- | ------------ | ------------ | ------------ |
| 1.           | 1952. október 19. | Budapest, Megyeri úti stadion | Magyarország | 5 – 0        | Csehszlovákia | barátságos   | -            |              |
|              | Összesen          |                               |              | 1            | mérkőzés      |              | 0            | gól          |